# Ukonga
Ukonga est une entité administrative (ward) du district d'Ilala, l'un des trois districts de la région de Dar es Salam (Tanzanie).
En 2012, sa population s'élevait à 80 034 habitants.
Ukonga est une banlieue du sud-ouest de la capitale, à laquelle elle est reliée par une autoroute (Julius Nyerere Road) et une voie ferrée. L'aéroport international Julius Nyerere, le principal aéroport du pays, y est situé.